# Gaël Lesoudier
Pas d'image ? Cliquez ici
Gaël Lesoudier, né le 2 mars 1970 à Chartres, est un ancien pilote automobile français.